# Гола (Опольское воеводство)
Го́ла (пол. Goła) — село в Польше в гмине Гожув-Слёнский Олесненского повета Опольского воеводства.

## География
Село находится в 6 км от административного центра гмины города Гожув-Слёнский, 22 км от города Олесно и 55 км от города Ополе.

## История
В 1975—1998 годах село входило в Ченстоховское воеводство.

## Достопримечательности
- Деревянная церковь святого Николая, построена в XVIII веке — памятник культуры Опольского воеводства[1].